# نيوبورت الغربية (دائرة انتخابية في المملكة المتحدة)
نيوبورت الغربية (بالإنجليزية: Newport West)‏ هي إحدى الدوائر الانتخابية في المملكة المتحدة الممثلة في مجلس العموم في برلمان المملكة المتحدة.
عضو البرلمان الذي يمثلها حالياً هو بول فلين (بالإنجليزية: Paul Flynn)‏ الذي ينتمي لحزب العمال.